# Michael Conaghan

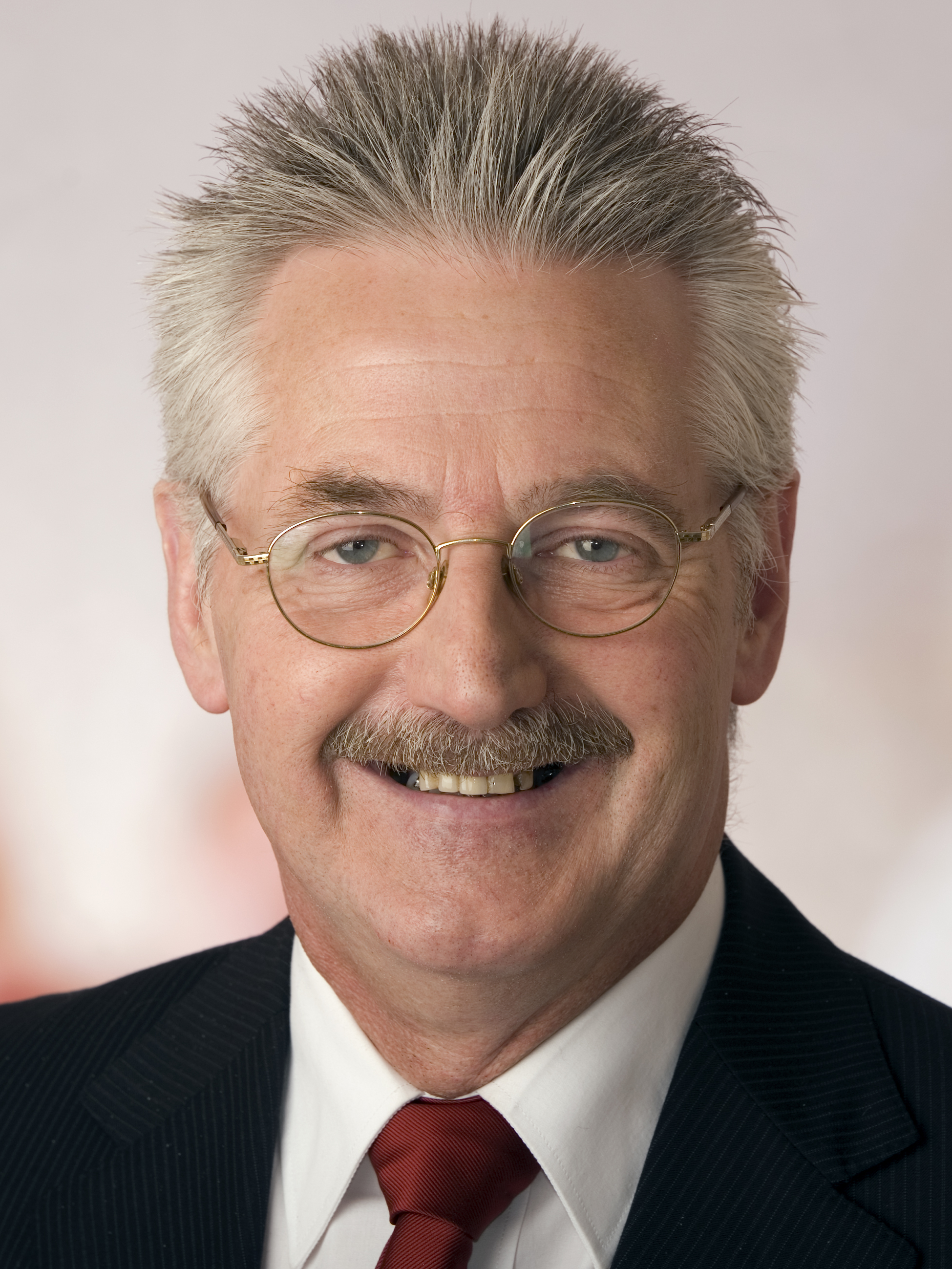
Michael Conaghan 2008

Michael Conaghan is een Iers politicus. Hij behoort tot de Ierse Labour Party.
Sinds 1991 is hij burgemeester van de Ierse hoofdstad Dublin.
Voordat hij burgemeester werd was hij werkzaam als leraar en plaatsvervangend schooldirecteur.